# Oestranthrax karavajevi
Oestranthrax karavajevi är en tvåvingeart som beskrevs av Paramonov 1931. Oestranthrax karavajevi ingår i släktet Oestranthrax och familjen svävflugor. Inga underarter finns listade i Catalogue of Life.